# Chabacano (métro de Mexico)
Chabacano est une station de correspondance entre les lignes 2, 8 et 9 du métro de Mexico. Il est situé au sud de Mexico, dans la délégation Cuauhtémoc.

## La station
Aux colonies Asturies et Vista Alegre créé une rue qui a été appelé Chabacano en raison du nombre d'arbres de chabacano est dans ces friches et dont germant prodigieusement par la proximité qui avait projeté le Rio de la Piedad fruits (qui est maintenant tubé et est le viaduc) d'où le nom et le symbole de la saison.
Toutes ces stations plates-formes sont résolus avec une Solution de Barcelone, à savoir, deux plates-formes de chaque côté et une au centre de la station sont faites.

## Histoire
- 1 août 1970 : ouverture de la première section de la ligne 2 de Pino Suárez à Tasqueña.
- 26 août 1987 : ouverture de la première section de la ligne 9 de Pantitlán à Centro Médico.
- 20 juillet 1994 : ouverture de la première section de la ligne 8 de Garibaldi à Constitución de 1917.

## Galerie de photographies

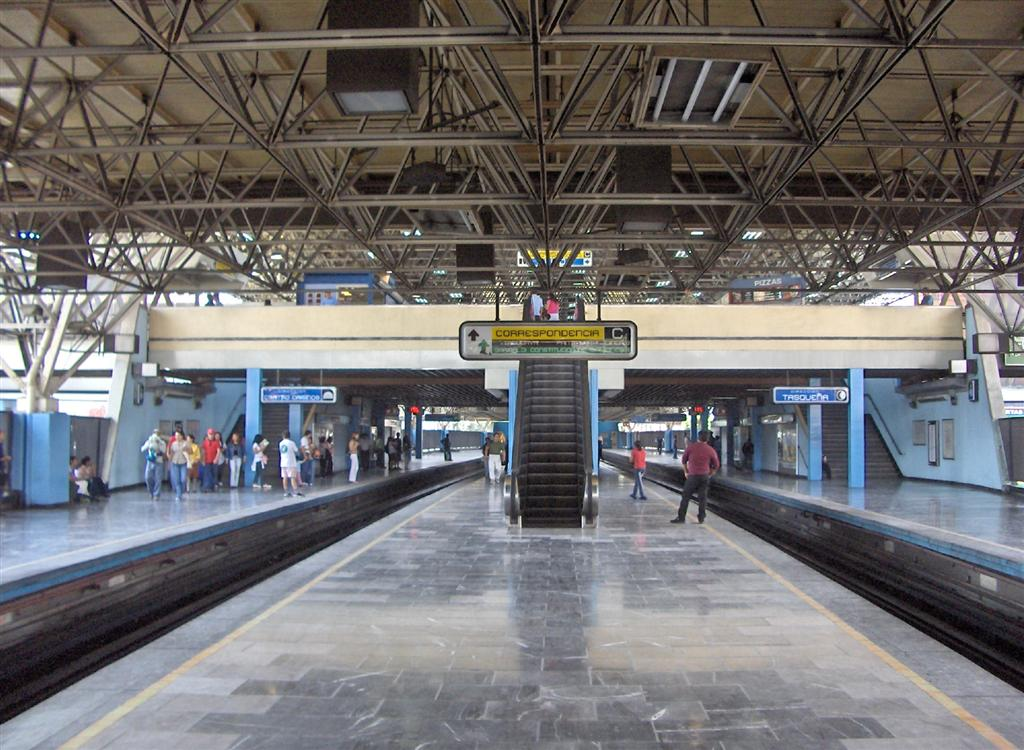
Les quais de la ligne 2.
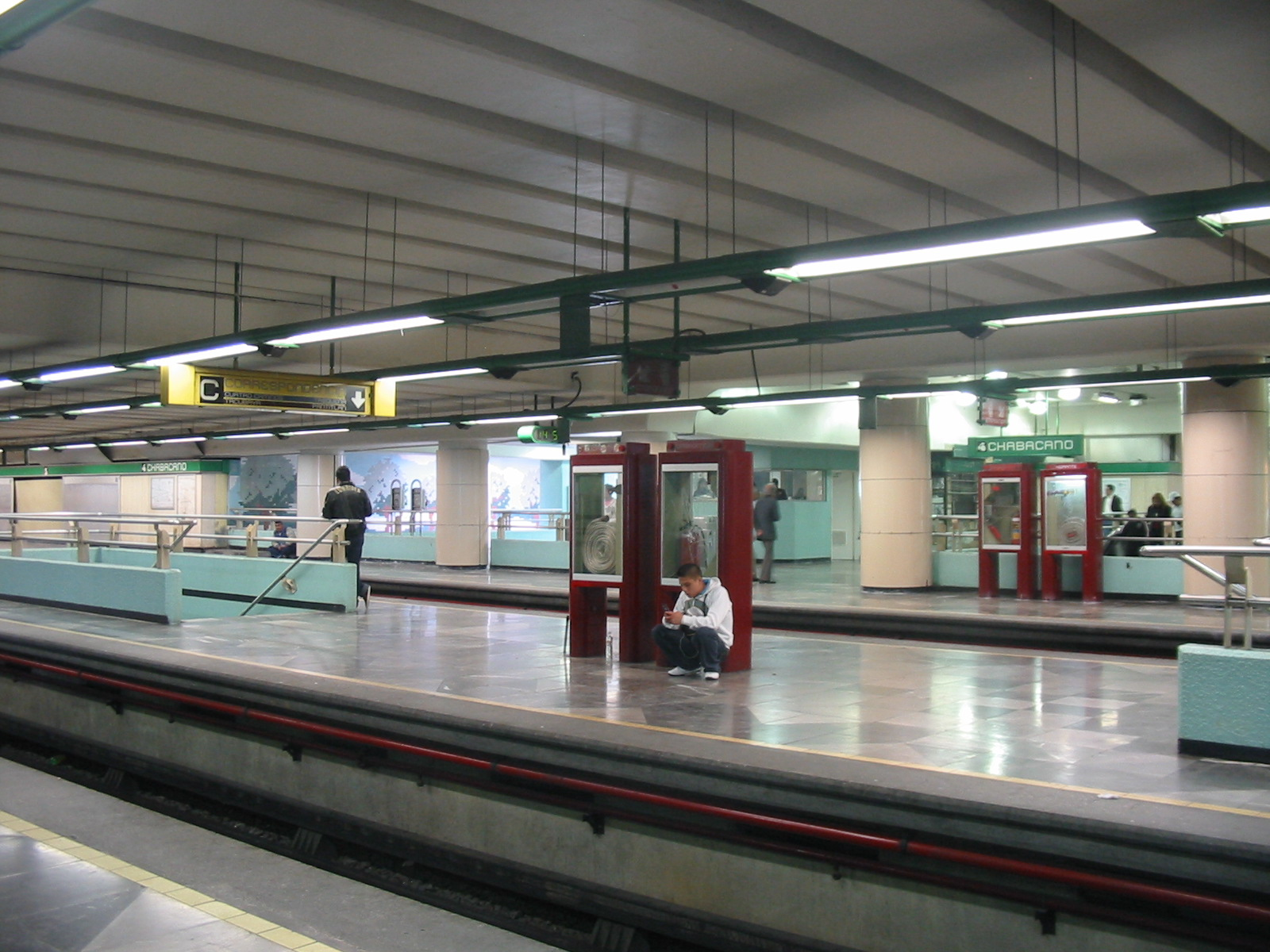
Les quais de la ligne 8.
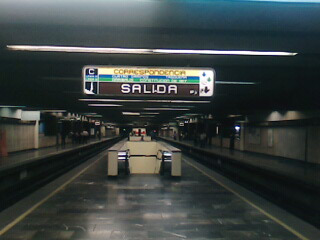
Les quais de la ligne 9.